# Fricke van Twedorp
Fricke van Twedorp (auch Fricke von Zweydorff, als Vorname auch Vricke/Friedrich; * ca. 1355 wahrscheinlich in Braunschweig; † 1428 ebenda) war ein deutscher Groß- und Fernhändler während der Hansezeit sowie Bürgermeister des Weichbildes Neustadt in Braunschweig.

## Familie
Van Twedorp gehörte dem seit 1337 in Braunschweig nachweisbaren Patriziergeschlecht von Zweydorff an. Er wurde als Sohn des Braunschweiger Fernhändlers und Ratsherrn Lubbert/Ludbert van Twedorp (Ratsherr in der Neustadt 1362–1373, † 1387) und dessen Gemahlin Kyne (geborene Lutherdes van Barberge) geboren. Er war zweimal verehelicht: zunächst mit Alheid van Adenstede um 1390 und darauf mit Alheyd van Ledinghusen, erwähnt 1427.

## Wirken in Braunschweig
Van Twedorp war 1386 Ratsherr und als Kämmerer verantwortlich für die Finanzen der Neustadt. Von 1392 bis 1425 war er Bürgermeister. Wie schon sein Vater war er als „Utwendiger“, also als Unternehmer und Fernhandelskaufmann seit 1384 auch Mitglied der Beckenwerker-Gilde, die zu den ältesten und vornehmsten in Braunschweig zählte. Er war zudem Mitglied der Kramer-Gilde, eines Zusammenschlusses der Kaufleute und Handelsherren. Van Twedorp legte ein großes Vermögen in Häuserzinsen, Grund- und Zehntbesitz, darunter herzogliche Lehen, an und galt bezüglich seines Vermögens und seiner in der Neustadt entwickelten Wirtschaftskraft als dominante Person.

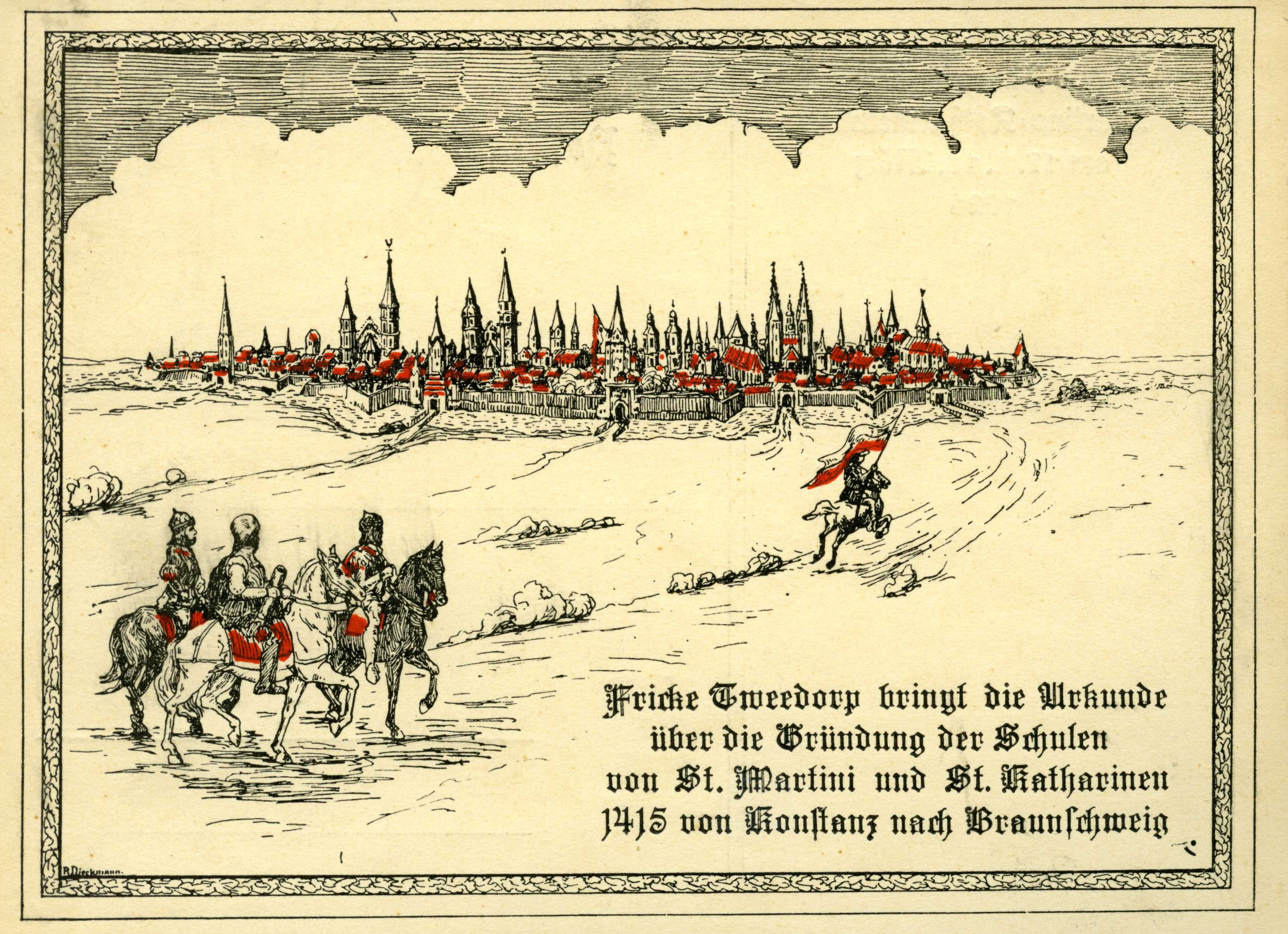
Ansichtskarte (wohl aus den 1920ern): Fricke Tweedorp bringt die Urkunde über die Gründung der Schulen von St. Martini und St. Katharinen 1415 von Konstanz nach Braunschweig

Er wurde mit diplomatischen Aufgaben in der Außenpolitik der Stadt Braunschweig betraut, was sich unter anderem in seiner Gesandtschaft zu den Hansetagen oder den Schlichtungsmissionen zwischen den Herzögen, der Stadt und den Bischöfen von Hildesheim niederschlug. Sein Name unter mehreren Huldebriefen (Erbhuldigungen) gegenüber den Herzögen, den eigentlichen Stadtherren Braunschweigs, zeigt den politischen Einfluss, den er bereits um das Jahr 1400 entwickelt hatte. Er gehörte zu den Braunschweigern, die im Rahmen des sogenannten Pfaffenkriegs (1413–1420) die Wahrung der Interessen der Stadt gegenüber dem örtlichen Klerus, den Bischöfen (insbesondere Hildesheims) und den Herzögen wahrnehmen sollten. Als sich dieser Zwist zudem auf die Rechtmäßigkeit der Errichtung vom Klerus unabhängiger Ratsschulen ausgedehnt hatte, holte er im Jahre 1415 die Gründungsurkunde zweier Schulen – unter der Hoheit des Rats – vom Papst Johannes XXIII. vom Konzil zu Konstanz am Bodensee. Dies betraf die Schulen St. Martini und St. Katharinen in den Weichbildern Altstadt und Hagen, das heutige Gymnasium Martino-Katharineum, welches somit zur ältesten städtischen Schule Braunschweigs und Niedersachsens wurde.
In hohem Maße war van Twedorp in das seinerzeitige Raubritterunwesen verwickelt. Sein Name findet sich am 23. April 1384 unter den Gründungsmitgliedern der Braunschweiger Waffenbruderschaft der Lilienvente. Damit verpflichtete er sich, beritten in den Kampf zu ziehen, und stellte sechs Pferde, also berittene Kriegsknechte zur Verfügung. Vermutlich nahm er vier Jahre später, im Rahmen des Lüneburger Erbfolgekriegs, an der Schlacht zu Winsen an der Aller teil.